# Mirosława Litmanowicz
Mirosława Litmanowicz (z domu Kałęcka, ur. 6 września 1928 w Warszawie, zm. 18 sierpnia 2017) – polska szachistka, mistrzyni międzynarodowa od 1967 roku.

## Życiorys
Od połowy lat 50. do początku 70. należała do ścisłej czołówki polskich szachistek. Pierwszy start w finale mistrzostw Polski kobiet zanotowała w roku 1951 w Częstochowie. Do roku 1972 w finałowych turniejach wystąpiła 16 razy, łącznie zdobywając 8 medali: 1 złoty (1968), 5 srebrnych (1957, 1958, 1964, 1969 i 1972) oraz 2 brązowe (1961 i 1967). W latach 1957–1972 pięciokrotnie reprezentowała Polskę na szachowych olimpiadach, łącznie zdobywając 24½ pkt w 45 partiach.
Wystąpiła na wielu międzynarodowych turniejach, najlepsze rezultaty uzyskując w Bledzie (1957, I miejsce), Portoroż (1958, I-II miejsce), Wiedniu (1960, II miejsce), Imperii (1962, III-IV miejsce), Beverwijk (1965, IV-V miejsce), Piotrkowie Trybunalskim (1966, II miejsce i 1969, I-II miejsce), Ułan Bator (1968, IV miejsce), Halle (1969, II miejsce), Emmen (1970, I-II miejsce) oraz w Moskwie (1971, IV miejsce). Czterokrotnie startowała w turniejach strefowych (eliminacji do mistrzostw świata).
W lutym 1974 r. zakończyła czynną karierę zawodniczą i poświęciła się pracy literackiej. Spośród jej książek najbardziej znane są podręczniki dla gry dla dzieci i młodzieży oraz pozycje poświęcone debiutom. W 1976 roku otrzymała Złoty Krzyż Zasługi za osiągnięcia sportowe.
Została pochowana na Cmentarzu Komunalnym Północnym w Warszawie.

## Życie prywatne
Mężem Mirosławy Litmanowicz był Władysław Litmanowicz (1918–1992), szachista, dziennikarz, działacz i sędzia szachowy, w latach powojennych sędzia w procesach stalinowskich.

## Wybrane publikacje
- Szachy. Podręcznik dla młodzieży, Warszawa 1981
- Szachy. Podręcznik dla dzieci (3 tomy), Warszawa 1984
- Jak rozpocząć partię szachową. Część A: Debiuty otwarte
- Jak rozpocząć partię szachową. Część B: Debiuty półotwarte
- Jak rozpocząć partię szachową. Część C: Debiuty zamknięte
- Mamo, naucz mnie... Chcę grać w szachy, Warszawa 2013
- Strategia i taktyka
- Moja przygoda z szachami
- VI Wszechświatowa Olimpiada Szachowa. Warszawa 1935
- Karol Irzykowski. Pióro i szachy (wspólnie z Tomaszem Lissowskim)
- Arcymistrzyni, Wydawnictwo Szachowe PENELOPA, Warszawa 2010, ISBN 978-83-929131-8-4